# Délimitation des frontières en Asie centrale soviétique

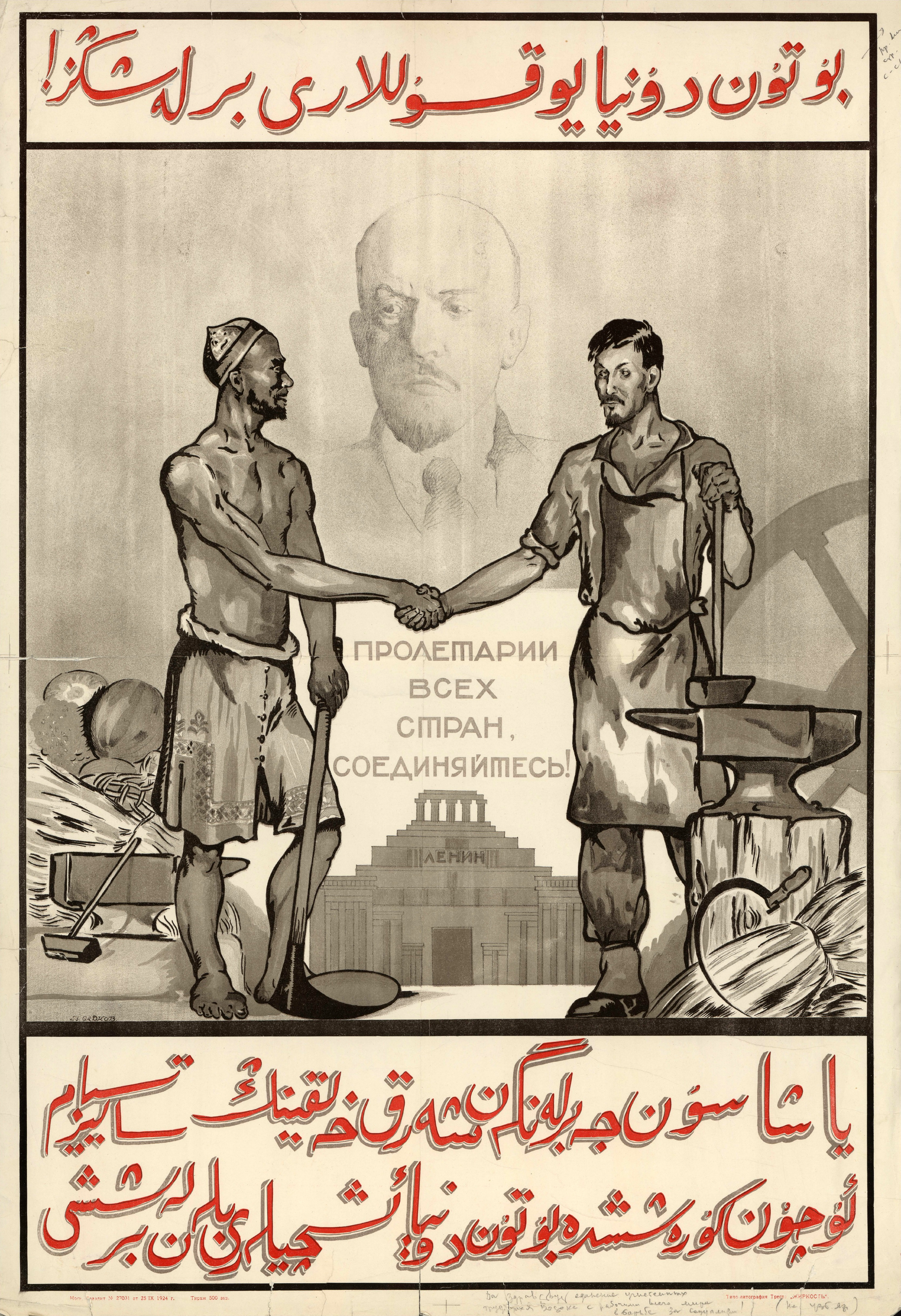
"Vive l'unité des travailleurs opprimés de l'Est avec les travailleurs du monde entier dans la lutte pour le socialisme." Affiche de propagande soviétique diffusée en Asie centrale en 1924. En langue ouzbèke.

La délimitation des frontières en Asie centrale soviétique est le procédé par lequel le gouvernement central de l'Union soviétique a modifié les frontières du Khanat de Boukhara, du Khanat de Khiva et de plusieurs subdivisions sous contrôle direct de l'Empire russe pour faire de ces territoires cinq républiques socialistes soviétiques.

## Entités révolutionnaires

### Révolte basmatchi
Le pouvoir soviétique envoie le président du Comité central de la république soviétique populaire de Boukhara, Usmonxoʻja Poʻlatxoʻjayev, pour prendre contrôle du territoire aujourd’hui au Tadjikistan. Cependant, ce dernier se retourne contre l'armée rouge dans ce qui est plus tard connu comme les événements de Douchanbé lorsqu'il entre en contact avec Enver Pacha.

## Premières subdivisions

### RSSA du Turkestan
À la suite de l'établissement du Bureau central des organisations musulmanes (BCOM) par Staline, celui-ci demande l'établissement d'une République soviétique du Turkestan uni (RSTU) regroupant toutes les populations turciques de l'ancien Empire russe.
En septembre 1919, Turar Ryskulov propose cette fois une République autonome turque, couvrant le même territoire que la RSTU, et la transformation du parti communiste turkestanais en un parti communiste turc qui serait affilié au parti communiste russe. Cette demande mène à l'abolition du BCOM.
En sa place est établie la république socialiste soviétique autonome du Turkestan et deux plus petites entités qui remplacent les khanats encore présents dans la région. Celles-ci seront des républiques soviétiques populaires (RSP) au lieu de républiques socialistes soviétiques autonomes (RSSA), leur permettant ainsi d'éviter temporairement l'établissement d'une économie socialiste. 

### RSP du Khorezm
En janvier 1920, le mouvement des Jeunes Khivains demande l'intervention moscovite pour la libération du Khanat de Khiva. Cette demande est acceptée et la république soviétique populaire du Khorezm est établie à sa place. D’abord nominalement indépendante de la nouvelle République socialiste fédérative soviétique de Russie, la nouvelle RSP est rapidement placée sur le chemin de l'intégration soviétique. Des purges d'officiels ont lieu dès 1921 et des reformes économiques ayant le but de rendre la république cohérente avec les institutions soviétiques ont lieu dès 1923. Cette intégration est complètée en 1924 lorsque la RSS du Khorezm est divisée entre les RRS ouzbèke et turkmène.

### RSP de Boukhara
En 1920, le mouvement des Jeune Boukhariotes demande l'intervention moscovite pour la libération du Khanat de Boukhara, inspiré par ses voisins de Khiva. Le 2 septembre 1920, la république soviétique populaire de Boukhara est établie lorsqu'Alim Khan quitte la région. Le parti communiste boukhariote dut faire face à deux crises concernant son personnel. Premièrement, les combats face à la Révolte basmatchi dirigée par le fonctionnaire ottoman Enver Pacha puis la purge de 1923 démet le dirigeant boukhariote Sultan Galiev puis de toute l'administration de la république à la demande de Ian Roudzoutak. Ceci malgré l'indépendance officielle de celle-ci face au pouvoir soviétique. À la suite de celle-ci, des réformes économiques similaires à celles mises en place en Khorezm sont entreprises. Celle-ci mènent à l'établissement d'une république soviétique en septembre 1924. Celle-ci est de courte durée puisque le mois suivant, le comité central soviétique vote l'abolition des entités soviétiques d'Asie centrale. Tout comme la RSP de Khozerm, Boukhara est divisé entre les nouvelles RRS ouzbèke et turkmène.
Plusieurs mouvements ont eu lieu dont le but était de préserver indépendance de Boukhara. Usmonxoʻja Poʻlatxoʻjayev, lors de son élection comme président du Comité central de la république soviétique populaire de Boukhara, en fait la promotion. Lors de son exil en Afghanistan, il tente de rallier l'émir Amanullah Khan et le gouvernement britannique à sa cause. Il n'est pas le seul membre du gouvernement boukhariote à tenter d'établir un soutien puisqu’une tentative de rallier les gouvernements afghan et turc est faite sous la gouvernance de Fayzulla Xoʻjayev et du ministre des affaires étrangères Abdurrauf Fitrat. Un autre mouvement séparatiste secoue alors la région avec la création d'un micro-état du nom de beylicat de Mastchoh par Sayyid Ahmad-xoʻja Ovliyoxoʻja Eshon oʻgʻli en 1920.